# Time Out of Mind
Time Out of Mind (с англ. — «С незапамятных времён») — тридцатый студийный альбом американского автора-исполнителя Боба Дилана. Выпущен в 1997 году на лейбле Columbia Records. Первый двойной студийный (переиздан на CD как одинарный) после Self Portrait 1970 года.

## Об альбоме
Time Out of Mind получил восторженные отзывы критиков, констатировавших, что Дилан вошёл в новую фазу своего творчества. Для поклонников и критиков, альбом был отмечен «возвращением творческих возможностей Дилана, после того как он боролся со своей музыкальной индивидуальностью» на протяжении 1980-х годов, и не выпустил нового материала с 1990 года, когда вышел его альбом Under the Red Sky.
Time Out Of Mind был провозглашён одним из лучших альбомов Дилана. За этот альбом Дилан получил сразу три премии «Грэмми», включая «альбом года» в 1998 году. Альбомом года назвал этот альбом журнал Uncut. Кроме того, альбом занял 408-ю позицию в списке «500 величайших альбомов всех времён» по версии журнала Rolling Stone в 2003 году.
Отличительной особенностью альбома является его звучание, создающее удивительную, таинственную атмосферу, созданную продюсером Даниэлем Лануа, чья новаторская работа с тщательным размещением микрофонов и стратегическое микширование были подробно описаны Диланом в первом томе его мемуаров Chronicles, Vol. 1. Несмотря на общее одобрение Лануа, в особенности над его работой над альбомом 1989 года Oh Mercy, Дилан высказал неудовлетоворённость звучанием Time Out of Mind. Впоследствии Дилан будет сам продюсировать свои альбомы.

## Список композиций
Автор всех песен — Боб Дилан.

### Сторона 1
1. «Love Sick» — 5:21
2. «Dirt Road Blues» — 3:36
3. «Standing in the Doorway» — 7:43
4. «Million Miles» — 5:52

### Сторона 2
1. «Tryin' to Get to Heaven» — 5:21
2. «'Til I Fell in Love with You» — 5:17
3. «Not Dark Yet» — 6:29

### Сторона 3
1. «Cold Irons Bound» — 7:15
2. «Make You Feel My Love» — 3:32
3. «Can’t Wait» — 5:47

### Сторона 4
1. «Highlands» — 16:31

## Участники записи
- Bucky Baxter — acoustic guitar, педальная слайд-гитара (3,5,7,8)
- Brian Blade — ударные (на песнях: 1,3,4,6,7,10)
- Роберт Britt — Martin acoustic, Fender Stratocaster (3,6,7,8)
- Крис Carrol — assistant engineer
- Cindy Cashdollar — слайд-гитара (3,5,7)
- Джим Дикинсон — клавишные, Wurlitzer electric piano, pump organ (1,2,4,5,6,7,10,11)
- Боб Дилан — гитара, acoustic and electric rhythm lead, гармоника, пиано, вокальные партии, продюсер
- Geoff Gans — art direction
- Tony Garnier — electric bass, acoustic upright bass
- Joe Gastwirt — mastering engineer
- Mark Howard — engineer
- Джим Келтнер — drums (1,3,4,5,6,7,10)
- David Kemper — drums on «Cold Irons Bound»
- Даниэль Лануа — guitar, mando-guitar, Firebird, Martin 0018, Gretsch gold top, rhythm, lead, producer, photography
- Tony Mangurian — percussion (3,4,10,11)
- Augie Meyers — Vox organ combo, Hammond B3 organ, accordion
- Susie Q. — photography
- James Wright — Wardrobe
- Duke Robillard — guitar, electric l5 Gibson (4,5,10)
- Mark Seliger — photography
- Winston Watson — drums on «Dirt Road Blues»